# Sniper Elite
Sniper Elite — перша відеогра з серії Sniper Elite у жанрах шутер і стелс. Реліз відбувся 30 вересня 2005 року. Гра розроблена і видана компанією Rebellion Developments. Випущена на чотирьох платформах і має два режими гри. Наступною грою в серії стала Sniper Elite 2.

## Ігровий процес
Sniper Elite — це шутер від третьої особи з елементами стелсу. Гравець виступає у ролі снайпера. Ігри серії від першої частини завжди намагались стати більш реалістичними.

## Сюжет

### Події
Події відбуваються в кінці Другої світової війни. Остання надія нацистів — робота зі створення атомної бомби. Гравцю потрібно знищити всіх причетних до цього людей у ролі снайпера-диверсанта. Гра була позитивно сприйнята спільнотою геймерів.

### Персонажі
Карл Фрейберн — головний герой.
 Рей — жертва снайпера.
 Борман — підопічний Фюрера. Жертва снайпера.
 Яків Павлов — радянський солдат. Вціліла жертва снайпера.
 Яструб — творець Фау-2.

## Оцінки
| Агрегатор    | Оцінка  |
| ------------ | ------- |
| GameRankings | 73,44 % |
| Metacritic   | 76/100  |

| Видання   | Оцінка |
| --------- | ------ |
| Игромания | [ 5 ]  |